# Odense hf
Odense hf, egentlig Odense håndbold fællesskab ApS, er sammenslutning af en række håndboldklubber i Odense, som blev dannet i 2007. Målet med fællesskabet er at rykke op i både herre- og kvindeligaen.
Odense hf er dannet af Allesø GF, Bellinge IF, Bolbro GF, DHG, Fjordager IF, Fraugde GF, Holluf Pile Tornbjerg IF, Højby S&G, IF Stjernen, Korup IF, TPI Odense, Næsby IF, Sanderum, Skt. Klemens Fangel, Stige HK og OB A/S. Holdet gik i august 2009 sammen med GOG Svendborg TGI's damehold og skabte dermed Odense GOG. Damerne spiller dermed i Damehåndboldligaen i 2009/2010 under navnet Odense GOG.